# Pasta (farmaceutyka)
Pasta (łac. pasta) − postać leku do stosowania zewnętrznego, będąca mieszaniną bardzo miałko sproszkowanych substancji stałych oraz podłoża maściowego. Pasty są szczególnym rodzajem maści-zawiesin, zawierającym co najmniej 40% substancji stałej, nierozpuszczalnej w podłożu. Ze względu na wysokie stężenie substancji stałej pasty charakteryzują się większą spoistością i twardszą konsystencją. 
Najczęściej sporządza się pasty z substancjami ściągającymi i adsorbującymi, takimi jak:
- tlenek cynku,
- skrobia,
- węglan wapnia,
- garbniki.

Pasty tego typu stosuje się w leczeniu wilgotnych chorób skóry np. egzem i liszajów.
Popularne są również pasty przeciwbakteryjne i przeciwzapalne, zawierające między innymi:
- kwas salicylowy
- rezorcyna
- siarka
- cignolina

W produkcji past, wskazane jest zastosowanie homogenizacji, w celu równomiernego rozmieszczenia składników.

## Przykłady pastfarmakopealnych
- Pasta cynkowa:
  - Zinci oxydatum (tlenek cynku) 25,0 g
  - Tritici amylum (skrobia pszeniczna) 25,0 g
  - Vaselinum album (wazelina biała) 50,0 g

- Pasta cynkowa z kwasem salicylowym
  - Acidum salicylicum (kwas salicylowy) 2 g
  - Zinci oxydatum (tlenek cynku) 25,0 g
  - Tritici amylum (skrobia pszeniczna) 25,0 g
  - Vaselinum album (wazelina biała) 48,0 g